# Atelier van de Velde
Das Atelier van de Velde ist das auf dem Grundstück des Hauses Hohe Pappeln befindliche Ateliergebäude von Henry van de Velde in der Belvederer Allee 59 in Weimar. Es steht unter Denkmalschutz.

## Geschichte
Dem Stil des Wohnhauses angepasst und wie dieses von van de Velde selbst entworfen, wurde das eingeschossige Gebäude 1912 errichtet. Im Jahre 1932 wurde es zu einem Wohnhaus umgebaut. Das südlich des Haus Hohe Pappeln gelegene Atelierhäuschen wurde 1933 an einen Hugo Meyer verkauft, der bis zum Ausbruch des Krieges dort wohnte. Das Gebäude wurde 1950 nach Westen hin erweitert. Der verputzte Ziegelbau mit trapezförmigem Grundriss steht mit seiner Traufe unmittelbar an dem schmalen Fahrweg Unterm Tälchen. Den ungewöhnlichen Grundriss erforderte die Form des Grundstücks. Das Mansardwalmdach ist mit Doppelfalzziegeln gedeckt. Die bauzeitliche Ausstattung ging verloren. Henry van de Velde selbst nannte das Bauwerk sein „kleines Gartenatelier“ bzw. „Gartenatelier in Ehringsdorf“.